# Forum Brixen

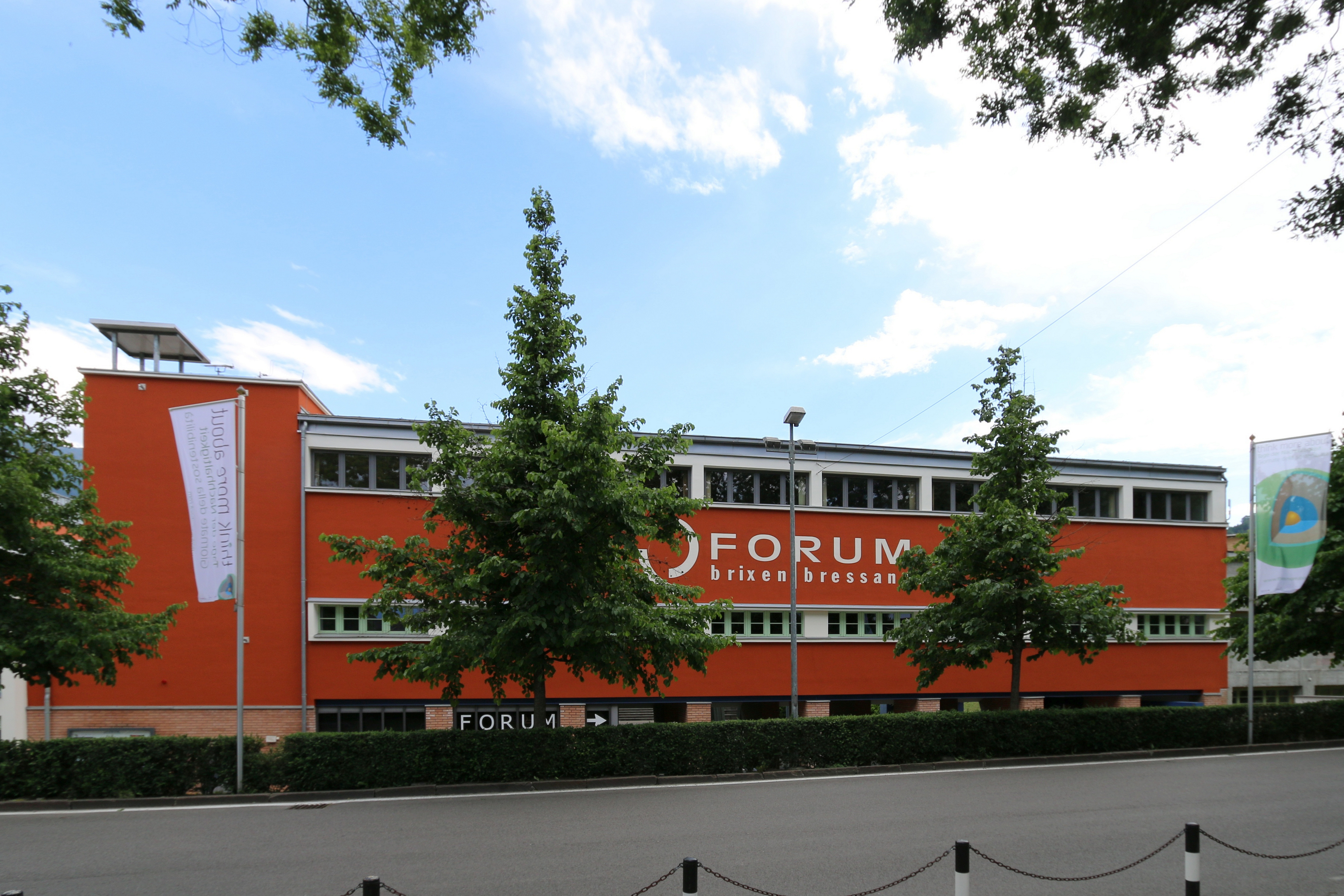
Forum Brixen

Das Forum Brixen ist ein Kultur- und Kongresszentrum in unmittelbarer Nähe des mittelalterlichen Altstadtkerns von Brixen im Eisacktal (Südtirol/Italien).
Das bestens vernetzte Veranstaltungshaus mit sechs vielseitig einsetzbaren Räumen mit Multi-Media-Technik bietet sich für Tagungen, Seminare und Kongresse, aber auch für Kulturveranstaltungen, wie Theater oder Konzerte, an. Der architekturhistorisch interessante Bau mit 2.000 m² umfasst neben den sechs Sälen unterschiedlicher Größe auch drei Foyers, zwei Künstlergarderoben, eine Küche und mehrere Büroräumlichkeiten.

## Geschichte
Die Geschichte des Gebäudes an der Kreuzung von Rom- und Dantestraße reicht zurück in das Jahr 1933. Die Architekten Francesco Mansutti und Gino Miozzo aus Padua hatten es als Casa Balilla, also als Turnhalle der faschistischen Jugendorganisation „Gioventù italiana del littorio“ (GIL), projektiert. Doch nach Kriegsende und nach verschiedenen Arten der Nutzung verwahrloste das Ex-GIL-Gelände als Zeugnis einer ungeliebten Geschichte (Faschismus in Südtirol) über viele Jahre. Bis es die Gemeindeverwaltung von Brixen auf der Suche nach dem passenden Areal für ein Kulturzentrum mit vielfältigen Nutzungsmöglichkeiten 1993 für sich entdeckte.

## Architektur
Im Stile des Italienischen Rationalismus errichtet, bildete das GIL-Gebäude den ersten Kontrapunkt zum gewachsenen mittelalterlichen Kern von Brixen. Im Zusammenspiel mit den Gebäuden in der nahen Kreuzgasse formte sich ein interessantes, in sich abgeschlossenes Quartier.
Das Architekturbüro „Arch“ (Colombi, Dalsass, De Dominicis) ergänzte im Jahr 2000 die denkmalgeschützte Bausubstanz mit zeitgemäßer Architektur aus Glas, Holz und Beton. Die Fassade Richtung Romstraße zeigt sich noch im typischen Terracotta-Rot und mit den klaren, geometrischen Grundlinien des ursprünglichen Gebäudes. Zusammen mit der EURAC (Europäische Akademie Bozen) ist das Forum Brixen somit eines der wenigen verbliebenen Beispiele der italienischen Architektur der Zwischenkriegszeit in Südtirol.

## Nutzung
2001, als Brixen sein 1.100-jähriges Jubiläum feierte, schenkte die Stadtverwaltung das neue Veranstaltungshaus symbolisch den Bürgern von Brixen. Im Besitz der Gemeinde befindlich, wurde das Kultur- und Kongresshaus als eigenständige GmbH geführt. Im März 2012 wurden das Forum Brixen und das städtische Schwimmbad Acquarena in die Stadtwerke Brixen AG eingegliedert, eine In-House-Gesellschaft der Gemeinde Brixen, die seither die Verantwortung für die beiden Betriebe trägt.
Heute ist das Forum Brixen Austragungsstätte für Veranstaltungen aller Art und wichtiger Kongressstandort in Südtirol (z. B. Pädiatrische Fortbildung, Solararchitektur, International Mountain Summit).